# Батырбай (Пермский край)
Батырбай — деревня в Бардымском районе Пермского края на реке Большая Нюню. Входит в состав Брюзлинского сельского поселения.

## Географическое положение
Находится примерно в 14 км к востоку от центра села Барда.

## Население
По результатам переписи 2010 года численность населения составила 105 человек, в том числе 47 мужчин и 58 женщин, 103 из них татары.
В 2005 году численность населения составляла 174 человека.
В 1926 году в селе проживало 505 башкир и 5 татар.